# Pigmalió
|  | Per a altres significats, vegeu «Pigmalió (desambiguació)». |

Pigmalió (en grec antic Πυγμαλίων) va ser, segons la mitologia grega un rei de Xipre que a més de ser sacerdot, era també un magnífic escultor. La seva obra superava en habilitat fins i tot la de Dèdal, el cèlebre constructor del Laberint. Es va destacar sempre per la seva bondat i saviesa a l'hora de governar.
Segons explica Ovidi a Les Metamorfosis, Pigmalió havia buscat una esposa la bellesa de la qual es correspongués amb el seu ideal de dona perfecta. A la fi va decidir que no es casaria i dedicaria tot el seu temps i l'amor que sentia dintre seu a la creació de les estàtues més boniques.
Així, va realitzar l'estàtua d'una jove, que Ovidi va anomenar Galatea, tan perfecta i tan bonica que se'n va enamorar bojament. Va somniar que l'estàtua cobrava vida.
Quan va despertar en comptes de l'estàtua es va trobar Afrodita, que li va dir «Mereixes la felicitat, una felicitat que tu mateix has plasmat. Aquí tens la reina que has buscat. Estima-la i defensa-la del mal». D'aquesta manera Galatea es va transformar en una dona real. Es van casar i van tenir una filla, anomenada Pafos.

## Pigmalió com a font d'inspiració
El ballet Pygmalion de Jean-Philippe Rameau (1683-1764) és considerat una de les obres mestres del compositor barroc.
Entre moltes altres, el tema va inspirar dues Galatees en la literatura mediterrània moderna: el Pinotxo de Carlo Collodi i la Dolores Mendoza en la novel·la La Salvatge d'Isabel-Clara Simó. Un altre exemple famós inspirat en aquest relat mitològic és el Pigmalió de George Bernard Shaw.
Aquest mite també ha donat el que en pedagogia o entrenament d'esports es diu a efecte Pigmalió, un efecte distorsionador provocat per les expectatives del professor sobre els alumnes que després ha d'avaluar, que pot afectar tant la realització de la tasca com l'avaluació.
D'aquest mite també procedeix el terme pigmalionisme, atracció per les estàtues, i és motiu recurrent per explicar el naixement de la vida artificial i la fascinació dels artistes per les seves muses i obres. També explica l'anomenat complex de Pigmalió que consisteix a voler millorar de manera obsessiva una altra persona.